# Idaea fuscaria
Idaea fuscaria là một loài bướm đêm trong họ Geometridae.